# Lenino (Białoruś)
Lenino (biał. Леніна, ros. Ленино), historycznie Romanowo, również Romanów (biał. Рама́наў, Рама́нава, ros. Романово) – agromiasteczko na Białorusi, w obwodzie mohylewskim, w rejonie horeckim, przy ujściu strumienia Ludnego do rzeki Mierei, przy drodze ze Szkłowa do Krasnego, 20 kilometrów od Horek, ok. 60 km od Katynia, 8 km od granicy z Rosją.

## Historia

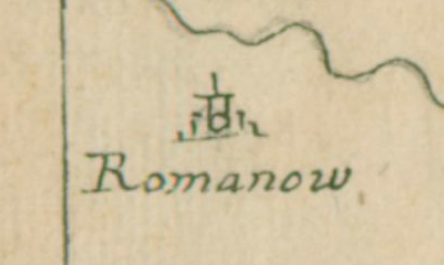
Romanów na mapie z ok. 1724–1729 roku

Romanowo do I rozbioru leżało na terytorium Wielkiego Księstwa Litewskiego, w województwie witebskim, w powiecie orszańskim, w pobliżu granicy Rzeczypospolitej z Rosją. Było miastem magnackim.  
Najstarsza wzmianka o mieście pochodzi z litewsko-moskiewskiego dokumentu granicznego z 1523 roku. Od 1529 roku należało do rodu książąt Ostrogskich. W 1594 roku dzięki małżeństwu Katarzyny Ostrogskiej z hetmanem Krzysztofem Radziwiłłem „Piorunem” klucz Romanowo, wraz z miastem i zamkiem Kopyś, przeszedł na własność rodu Radziwiłłów. Ostatnim przed rosyjskim zaborem właścicielem Romanowa był wojewoda wileński Karol Radziwiłł „Panie Kochanku”. 
W roku 1647 zanotowano, że w Romanowie było 56 domów, gorzelnia, młyn, filcowania, karczma i kościół.  W 1741 roku, za czasów księcia Michała Kazimierza Radziwiłła „Rybeńko”, miasto liczyło już 470 domów. W 1777 roku było 395 domów.
Klucz Romanowo obejmujący 72 wioski i 8589 domów mieszkalnych został skonfiskowany przez cesarzową Katarzynę II po tym, jak książę Karol Radziwiłł odmówił złożenia przysięgi na wierność cesarzowej. W 1774 r. cesarzowa podarowała Romanowo księciu Dondukow-Korsakowowi.  
13–14 sierpnia 1812 roku w czasie wyprawy Napoleona na Moskwę w Romanowie zatrzymał się korpus księcia Józefa Poniatowskiego kierujący się na Smoleńsk. 
W XIX wieku na 700 mieszkańców połowę stanowili Żydzi, a drugą połowę Rosjanie i Białorusini. Nazwa Romanowo nie miała nic wspólnego z dynastią Romanowów, ale w 1918 ten rzekomy związek stał się przyczyną zmiany nazwy (na cześć Włodzimierza Lenina).
Podczas okupacji hitlerowskiej, w sierpniu 1941 roku Niemcy utworzyli getto dla żydowskich mieszkańców. Przebywało w nim około 80 osób. W lipcu 1942 roku Niemcy zlikwidowali getto, a Żydów zamordowali. 

### Galeria

Romanowo/Lenino na dawnych zdjęciach
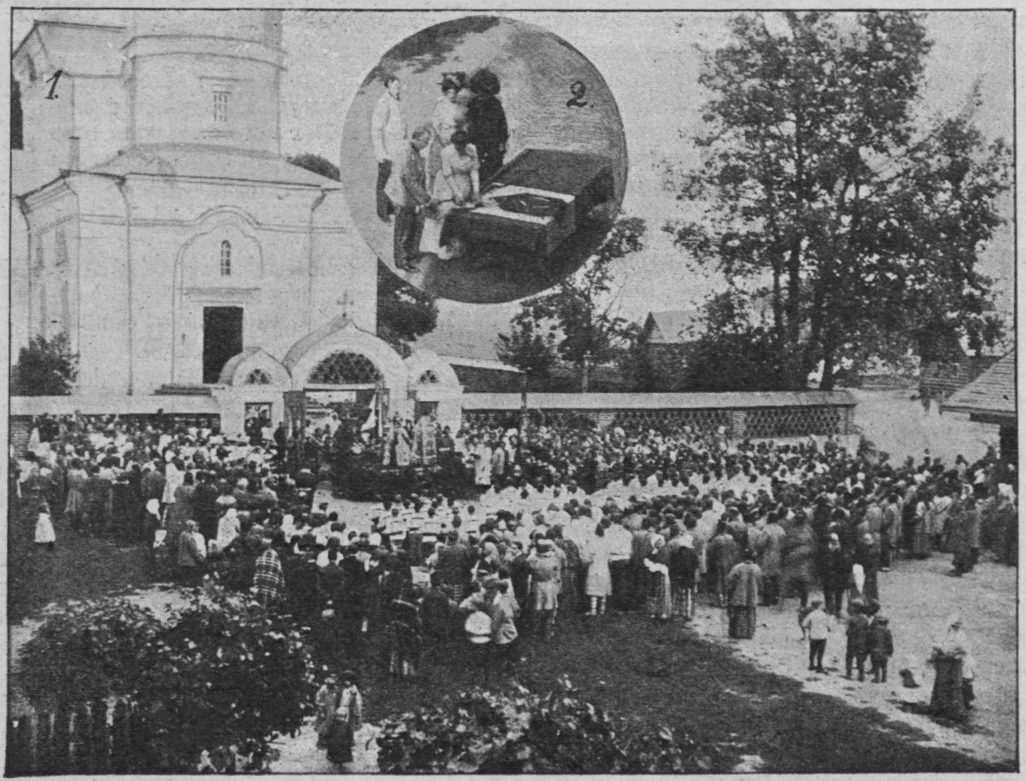
Cerkiew, 1911 rok
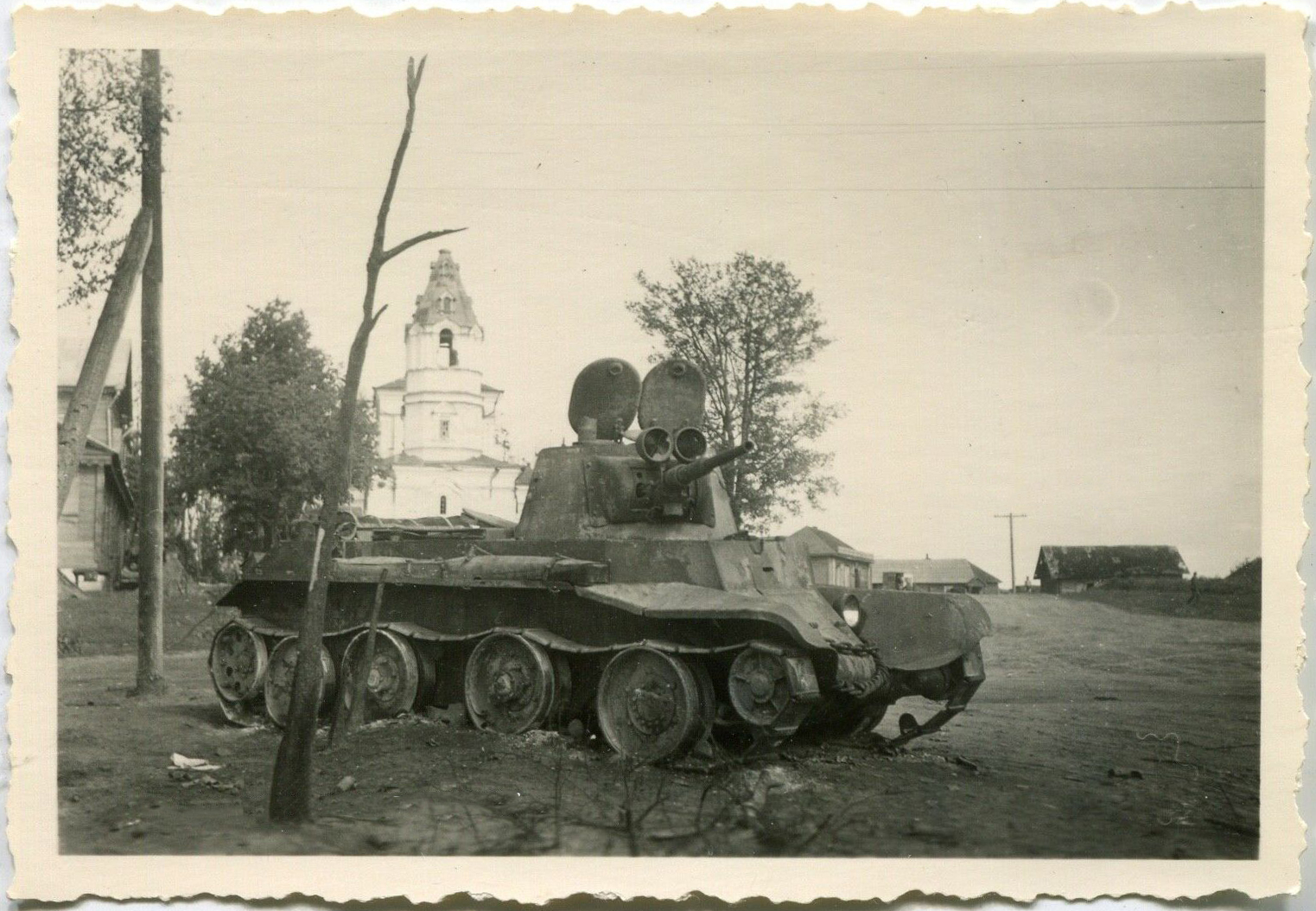
Cerkiew, na pierwszym planie zniszczony sowiecki czołg BT-7, 22 lipca 1941
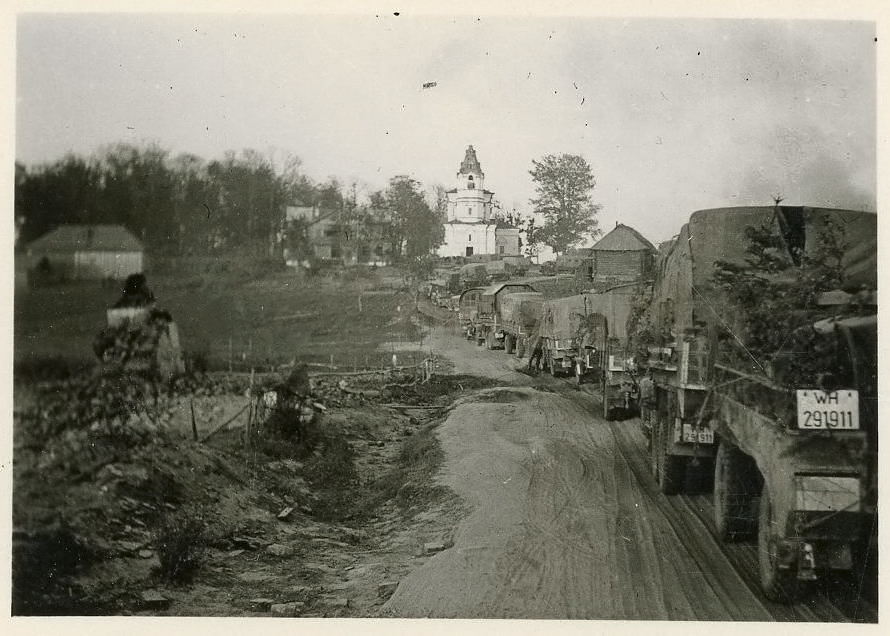
Niezidentyfikowana ulica, lata 1941–1943
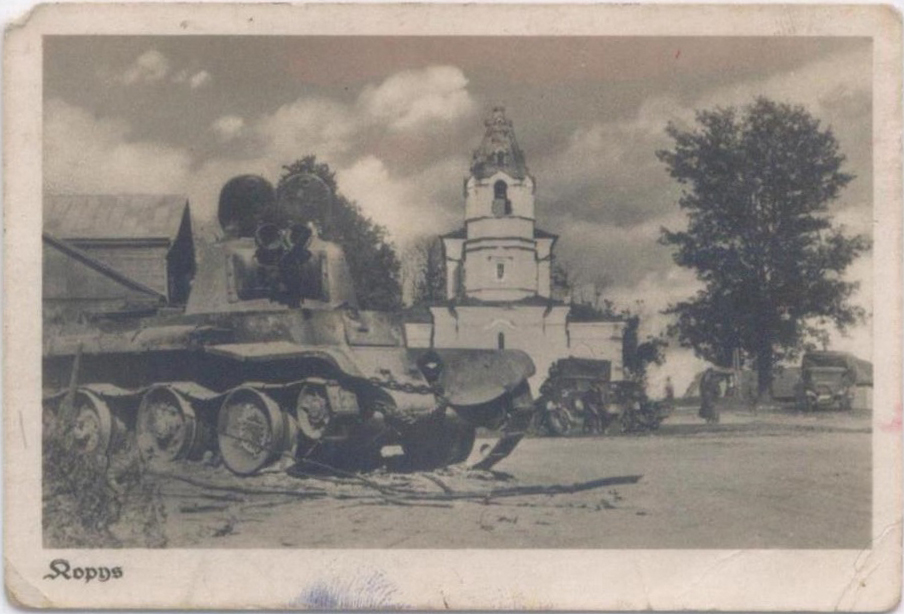
Cerkiew, lata 1941–1943

### Bitwa pod Lenino

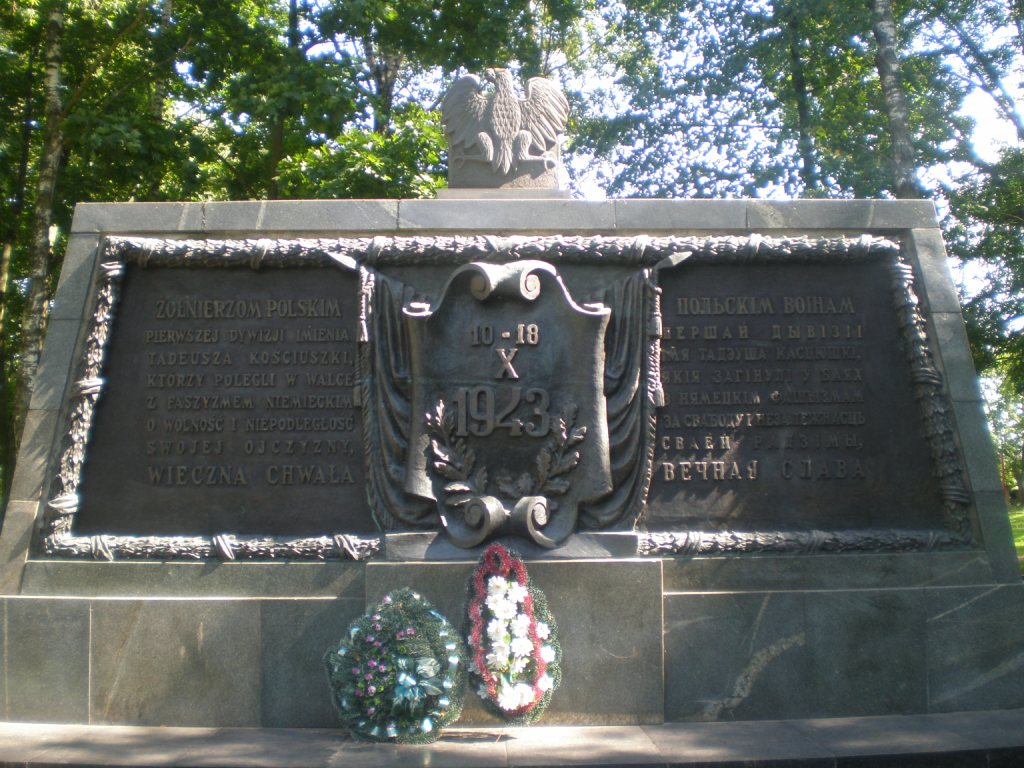
Płyta główna Polskiego Cmentarza Wojennego w Lenino

W dniach 12–13 października 1943 roku miała tu miejsce bitwa pod Lenino – polskie oddziały 1 Dywizji Piechoty im. Tadeusza Kościuszki, dowodzone przez płk. Zygmunta Berlinga w ramach radzieckiej 33 Armii Frontu Zachodniego przełamały tu obronę 89 Korpusu 4 Armii niemieckiej, tracąc 25% stanu osobowego.
W 1968 roku w Lenino odsłonięto pomnik-mauzoleum oraz muzeum polsko-radzieckiego braterstwa broni. Wieś została także odznaczona Krzyżem Grunwaldu II klasy. W 1989 powstał w Lenino cmentarz poległych żołnierzy polskich.